# Jekaterina Fanina
Jekaterina Fabina (russisk: Фанина, Екатерина Евгеньевна tr. Jekaterina Jevgevjevna Fanina ; født 27. November 1989 i Volgograd, Rusland) er en kvindelig russisk håndboldspiller som spiller for Stavropol-SKFU og er inde omkring det russiske landshold.